# HMS Sirius (1797)
Pour les autres navires du même nom, voir HMS Sirius.
Le HMS Sirius est un navire de 5e rang de 36 canons en service dans la Royal Navy. Échoué sur un récif lors de la bataille de Grand Port le 25 août 1810, il est sabordé.

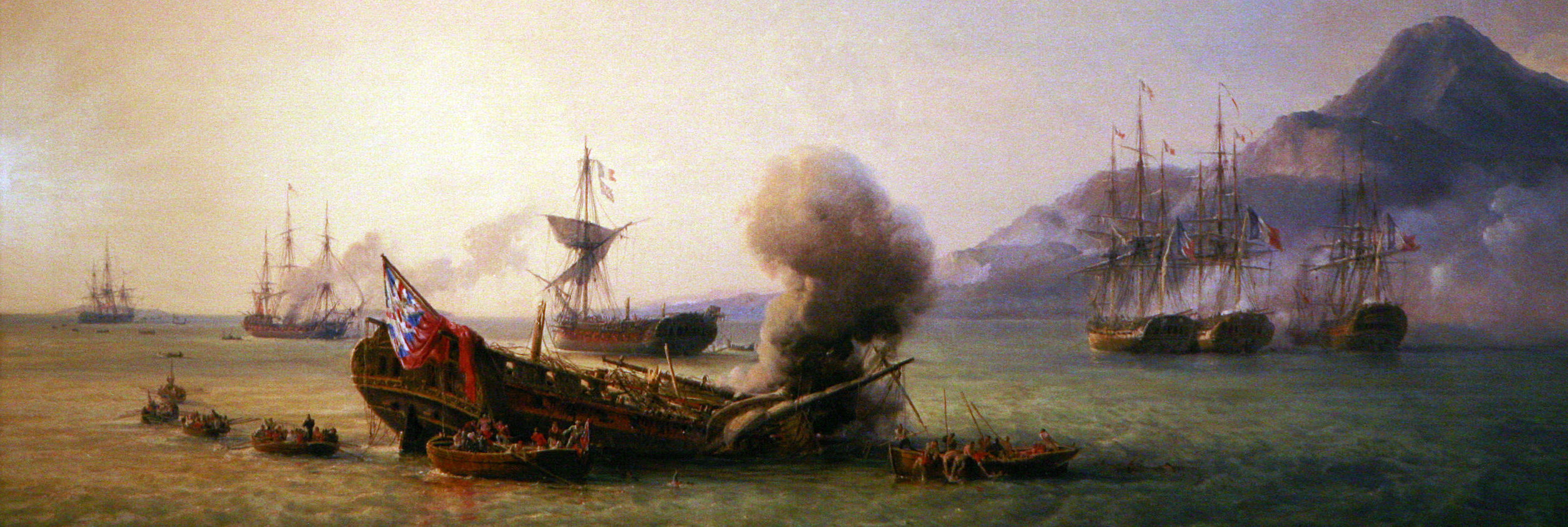
Détail du Combat de Grand Port de Pierre-Julien Gilbert. Visible de gauche à droite : (en train d'abaisser ses couleurs), les HMS Magicienne et HMS Sirius (au premier plan) incendiés par leurs équipages, le HMS Nereide se rendant et l'escadre française composée de la Bellone, de la Minerve, du Victor (poupe visible dans la fumée) et du Ceylan. De nombreux détails représentés sur la peinture ne se sont pas produits simultanément mais s'étalèrent sur plusieurs jours.